# ウインブライト
ウインブライト（欧字名:Win Bright、2014年5月12日 - ）は、日本の競走馬。主な勝ち鞍は2019年のクイーンエリザベス2世カップ、香港カップ。
中山競馬場では10戦5勝2着2回と好走していることから「中山巧者」と呼ばれる事もある。眉毛模様でも有名だった。
馬名の意味は、冠名＋輝かしい。

## 戦績

### デビュー前
2014年5月12日、北海道新冠町のコスモヴューファームで誕生。一口馬主法人「ウインレーシングクラブ」から総額3,200万円（1口8万円×400口）で募集された。

### 2歳（2016年）
美浦・畠山吉宏厩舎に入厩。デビューから坂路で好時計を記録し、陣営の期待は高かった。6月26日の新馬戦で、姉ウインファビラスの主戦も務める松岡正海とのコンビでデビュー。しかし、直線で伸びを欠き、6着に沈んだ。翌月の未勝利戦では内田博幸に乗り替わったが、ここでも5着と期待を裏切るレースが続いた。
その後は成長を促すために北海道で夏を過ごし、11月12日の未勝利戦で復帰。この休養で馬体が良化し、デビュー3戦目での初勝利を挙げた。その後、ひいらぎ賞(500万下)で2着となり、2歳シーズンを終える。
2歳時は4戦して1勝したのみであったが、主戦の松岡正海はウインブライトの高い素質を既に見抜いており、「G1を勝てる」と公言していた。

### 3歳（2017年）
年明け初戦の若竹賞(500万下)では4コーナーから長く脚を使い、2勝目を挙げる。続くスプリングステークス(GII)ではコーナーで積極的に捲っていき、直線半ばで先頭に立つと後続の追撃を抑えて重賞初制覇を果たした。しかし、馬体重は前走比マイナス12キロと大幅に減らしており、鞍上の松岡もレース後に「若竹賞の時の方が具合の良さを感じる部分もあった」と語った。
春のクラシックではいずれも8枠17番という不利な枠を引いたこともあり皐月賞(GI)8着、東京優駿(GI)15着と結果が出なかった。秋は毎日王冠(GII)10着を叩いて、福島記念(GIII)で重賞2勝目を挙げた。

### 4歳（2018年）
中山金杯(GIII)2着の後、中山記念(GII)に出走。GI馬が3頭揃ったが、中山芝1800mはここまで2戦2勝の得意条件であり、ペルシアンナイトに次ぐ2番人気に推される。レースでは逃げ粘るマルターズアポジーを捉え、ゴール前で差し返してきたアエロリットもクビ差退けて重賞3勝目を挙げた。大阪杯(GI)では急激にペースが上がった3コーナー地点から付いていけなくなり、12着と大敗した。大阪杯後は回復が遅れ、富士ステークス（10着）で復帰。叩き2戦目はマイルチャンピオンシップに出走して9着となり、シーズンを終えた。

### 5歳（2019年）
前年と同様、中山金杯から始動。トップハンデの58キロを背負ったが、直線で外から差し切り勝ちを収め、前年僅差2着の雪辱を果たした。これで重賞は4勝目となり、得意の中山では重賞3勝目となった。主戦の松岡正海は「重賞はいっぱい勝ったのでもう1つ上の位のレースを勝ちたい」とコメントした。その後、松岡がレース翌日の1月6日にパドックで騎乗予定馬に蹴られ右腕の尺骨を骨折するというアクシデントに見舞われたが、自然治癒だと完治に3ヶ月程度かかるところを、「中山記念の2週前から乗りたいから」とプレートを埋める手術を受けて1ヶ月で現場復帰したため、松岡とのコンビ継続のまま前年と同じく中山記念に出走。レースは4番手と好位につけ、最後の直線でラッキーライラックをクビ差で差し切り連覇を達成した。なおこの優勝により、本馬の父ステイゴールドは史上5頭目の産駒JRA重賞通算100勝を達成した。
レース後、陣営は次走を優先出走権を獲得した大阪杯ではなく、香港チャンピオンズデーに開催されるクイーンエリザベス2世カップを選択。3月27日に招待を受け、リスグラシュー、ディアドラとともに参戦することになった。レースは最内の1番ゲートから発走。スタートで出遅れるも好位につけ、最後の直線で前年の優勝馬であるパキスタンスターをかわし、追い込んできた前年の香港ヴァーズ優勝馬エグザルタントを3/4馬身差で抑えて優勝。松岡にとってはマイネルキッツで優勝した2009年の天皇賞・春以来10年ぶりのGI優勝となり、ステイゴールド産駒としては初の海外国際GI優勝馬となった。
秋はオールカマー(GII)で始動。レース前、松岡は「今年の春も、もう少し良くなると思って階段を上がっている感じだった。今は完成まであと少しまできたと思っている。目標はあとG1を何個勝てるか」と意気込んだ。しかし、当日は同世代のダービー馬で前年このレースを制したレイデオロに次ぐ2番人気に推されながら直線でズルズルと後退し、ブービーの9着と大敗を喫した。松岡は「距離が長い」と勝ち鞍の上限である2000mより1ハロン長い2200mの距離を敗因に挙げたが、畠山師は「美浦のウッドコースが夏場閉鎖していたこともあり、負荷のかけ方も足りなかったかも」と状態面に問題があったことを示唆した。
秋2戦目は当初の予定通り天皇賞（秋）に出走。最終追い切りでは一杯に追われながらも1勝クラスの相手に遅れ、畠山師も「いい頃にはもうひとつ。このひと追いで変わってくれれば。春の状態にあれば、この相手でもひけはとらないと思いますが…」と弱気なコメントに留まった。レースでは先行馬を前に置く絶好位で追走したが、直線半ばで遅れて8着に敗れた。松岡は「まだ良化の余地を残しているので、次走はさらにいい競馬ができると思います」と次戦以降の巻き返しを誓った。
その後は春に続いて香港に遠征し、香港カップへ出走。アーモンドアイの回避により、同レースに唯一出走する日本馬となった。秋の2戦は結果が出ていなかったが、松岡は「確実に状態は上向いている」と上積みを強調。レースでは楽な手応えで4コーナーを回ると、直線で外の地元馬ライズハイを競り落とすと、内から強襲したマジックワンドも僅かに退けて優勝。外国調教馬としては初、地元香港馬を含めても2005年ヴェンジャンスオブレイン、2014年デザインズオンロームに続いて3頭目の同一年でのクイーンエリザベス2世カップと香港カップのW制覇となった。

### 6歳（2020年）
2020年初戦は3連覇がかかった中山記念に3番人気で出走するも見せ場なく7着に終わる。この後、休養を挟んで挑んだ天皇賞（秋）では中団追走も直線で伸びを欠き10着に沈んだ。引退レースは連覇がかかった香港カップに出走、4番手追走から直線で先頭に並びかけるもノームコアにかわされ2着に敗れた。
引退後の2021年より北海道新冠町のビッグレッドファームで種牡馬となる。

## 競走成績
以下の内容は、netkeiba.comおよび香港ジョッキークラブの情報に基づく。
| 競走日     | 競馬場 | 競走名       | 格   | 距離（馬場）   | 頭 数 | 枠 番 | 馬 番 | オッズ （人気） | 着順 | タイム （上り3F） | 着差  | 騎手        | 斤量 [kg] | 1着馬（2着馬）         | 馬体重 [kg] |
| ---------- | ------ | ------------ | ---- | -------------- | ----- | ----- | ----- | --------------- | ---- | ----------------- | ----- | ----------- | --------- | ---------------------- | ----------- |
| 2016.06.26 | 東京   | 2歳新馬      |      | 芝1600m（良）  | 13    | 7     | 10    | 002.10（1人）   | 06着 | R1:51.6（35.4）   | -0.8  | 0松岡正海   | 54        | ニシノアップルパイ     | 450         |
| 0000.07.24 | 福島   | 2歳未勝利    |      | 芝1800m（良）  | 15    | 8     | 14    | 004.00（2人）   | 05着 | R1:51.4（36.9）   | -0.4  | 0内田博幸   | 54        | フラワープレミア       | 448         |
| 0000.11.12 | 東京   | 2歳未勝利    |      | 芝1800m（稍）  | 13    | 6     | 8     | 008.70（4人）   | 01着 | R1:49.2（34.6）   | -0.2  | 0松岡正海   | 55        | （マイネルラプティス） | 462         |
| 0000.12.17 | 中山   | ひいらぎ賞   | 5下  | 芝1600m（良）  | 13    | 6     | 9     | 013.40（4人）   | 02着 | R1:35.0（34.9）   | -0.2  | 0松岡正海   | 55        | アウトライアーズ       | 466         |
| 2017.01.21 | 中山   | 若竹賞       | 5下  | 芝1800m（良）  | 14    | 7     | 12    | 001.90（1人）   | 01着 | R1:48.3（34.7）   | -0.3  | 0松岡正海   | 56        | （マイネルズイーガー） | 472         |
| 0000.03.19 | 中山   | スプリングS  | GII  | 芝1800m（良）  | 11    | 8     | 10    | 008.10（5人）   | 01着 | R1:48.4（35.5）   | -0.1  | 0松岡正海   | 56        | （アウトライアーズ）   | 460         |
| 0000.04.16 | 中山   | 皐月賞       | GI   | 芝2000m（良）  | 18    | 8     | 17    | 014.70（6人）   | 08着 | R1:58.3（34.5）   | -0.5  | 0松岡正海   | 57        | アルアイン             | 466         |
| 0000.05.28 | 東京   | 東京優駿     | GI   | 芝2400m（良）  | 18    | 8     | 17    | 133.6（12人）   | 15着 | R2:28.4（34.8）   | -1.5  | 0松岡正海   | 57        | レイデオロ             | 472         |
| 0000.10.08 | 東京   | 毎日王冠     | GII  | 芝1800m（良）  | 12    | 8     | 11    | 087.30（9人）   | 10着 | R1:46.2（33.7）   | -0.6  | 0松岡正海   | 55        | リアルスティール       | 468         |
| 0000.11.12 | 福島   | 福島記念     | GIII | 芝2000m（良）  | 15    | 2     | 3     | 005.40（2人）   | 01着 | R2:00.2（35.3）   | -0.0  | 0松岡正海   | 54        | （スズカデヴィアス）   | 470         |
| 2018.01.06 | 中山   | 中山金杯     | GIII | 芝2000m（良）  | 17    | 1     | 1     | 004.90（2人）   | 02着 | R1:59.8（34.8）   | -0.0  | 0松岡正海   | 56        | セダブリランテス       | 480         |
| 0000.02.25 | 中山   | 中山記念     | GII  | 芝1800m（良）  | 10    | 5     | 5     | 005.30（2人）   | 01着 | R1:47.6（34.9）   | -0.0  | 0松岡正海   | 56        | （アエロリット）       | 474         |
| 0000.04.01 | 阪神   | 大阪杯       | GI   | 芝2000m（良）  | 16    | 6     | 11    | 037.00（9人）   | 12着 | R1:59.7（35.4）   | -1.5  | 0松岡正海   | 57        | スワーヴリチャード     | 468         |
| 0000.10.20 | 東京   | 富士S        | GIII | 芝1600m（良）  | 18    | 2     | 4     | 053.1（10人）   | 10着 | R1:32.5（34.4）   | -0.8  | 0松岡正海   | 58        | ロジクライ             | 476         |
| 0000.11.18 | 京都   | マイルCS     | GI   | 芝1600m（良）  | 18    | 5     | 9     | 209.4（14人）   | 09着 | R1:33.7（34.5）   | -0.4  | 0松岡正海   | 57        | ステルヴィオ           | 478         |
| 2019.01.05 | 中山   | 中山金杯     | GIII | 芝2000m（良）  | 16    | 6     | 11    | 008.40（3人）   | 01着 | R1:59.2（34.9）   | -0.1  | 0松岡正海   | 58        | （ステイフーリッシュ） | 490         |
| 0000.02.24 | 中山   | 中山記念     | GII  | 芝1800m（良）  | 11    | 1     | 1     | 007.00（5人）   | 01着 | R1:45.5（33.7）   | -0.0  | 0松岡正海   | 57        | （ラッキーライラック） | 492         |
| 0000.04.28 | 沙田   | QE2世C       | G1   | 芝2000m（良）  | 13    | 1     | 4     | 048.0（10人）   | 01着 | R1:58.81          | -0.14 | 0松岡正海   | 57        | （Exultant）           | 483         |
| 0000.09.22 | 中山   | オールカマー | GII  | 芝2200m（良）  | 10    | 7     | 7     | 003.00（2人）   | 09着 | R2:13.5（35.1）   | -1.5  | 0松岡正海   | 58        | スティッフェリオ       | 494         |
| 0000.10.27 | 東京   | 天皇賞（秋） | GI   | 芝2000m（良）  | 16    | 8     | 15    | 148.9（12人）   | 08着 | R1:57.3（34.8）   | -1.1  | 0松岡正海   | 58        | アーモンドアイ         | 486         |
| 0000.12.08 | 沙田   | 香港C        | G1   | 芝2000ｍ（良） | 8     | 8     | 1     | 005.40（3人）   | 01着 | R2:00.52          | -0.02 | 0松岡正海   | 57        | (Magic Wand)           | 487         |
| 2020.03.01 | 中山   | 中山記念     | GII  | 芝1800m（良）  | 9     | 8     | 8     | 005.10（3人）   | 07着 | R1:47.2（34.5）   | -0.9  | 0F.ミナリク | 58        | ダノンキングリー       | 484         |
| 0000.11.01 | 東京   | 天皇賞（秋） | GI   | 芝2000m（良）  | 12    | 5     | 5     | 180.6（12人）   | 10着 | R1:59.4（34.5）   | -1.6  | 0松岡正海   | 58        | アーモンドアイ         | 484         |
| 0000.12.13 | 沙田   | 香港C        | G1   | 芝2000ｍ（良） | 8     | 8     | 3     | 010.00（5人）   | 02着 | R2:00.62          | -0.12 | 0松岡正海   | 57        | Normcore               | 492         |

- 香港のオッズ・人気は香港ジョッキークラブのもの。
- タイム欄のRはレコード勝ちを示す。

## 種牡馬成績
2021年にビッグレッドファームで種牡馬入り。初年度は種付け料120万円で、80頭を超える牝馬を集めた。

## エピソード
ラジオNIKKEI所属のアナウンサー・大関隼は、「思い出に残る（自分の）実況」として、日本馬が海外G1を勝つ瞬間を自らが初めて現地で実況することが出来た2019年クイーンエリザベス2世カップを挙げている。
シャティン競馬場を得意とし、「シャティン巧者」とも称された。

## 血統表
| ウインブライトの血統          | ウインブライトの血統                                    | ウインブライトの血統                                    | （血統表の出典）                                        | （血統表の出典）  |
| 父系                          | サンデーサイレンス系                                    | サンデーサイレンス系                                    | サンデーサイレンス系                                    | [ § 2 ]           |
| 父 ステイゴールド 1994 黒鹿毛 | 父の父*サンデーサイレンス Sunday Silence 1986 青鹿毛    | Halo                                                    | Hail to Reason                                          | Hail to Reason    |
| 父 ステイゴールド 1994 黒鹿毛 | 父の父*サンデーサイレンス Sunday Silence 1986 青鹿毛    | Halo                                                    | Cosmah                                                  |                   |
| 父 ステイゴールド 1994 黒鹿毛 | 父の父*サンデーサイレンス Sunday Silence 1986 青鹿毛    | Wishing Well                                            | Understanding                                           | Understanding     |
| 父 ステイゴールド 1994 黒鹿毛 | 父の父*サンデーサイレンス Sunday Silence 1986 青鹿毛    | Wishing Well                                            | Mountain Fiower                                         |                   |
| 父 ステイゴールド 1994 黒鹿毛 | 父の母ゴールデンサッシュ 1988 栗毛                      | *ディクタス                                             | Sanctus                                                 | Sanctus           |
| 父 ステイゴールド 1994 黒鹿毛 | 父の母ゴールデンサッシュ 1988 栗毛                      | *ディクタス                                             | Dronic                                                  |                   |
| 父 ステイゴールド 1994 黒鹿毛 | 父の母ゴールデンサッシュ 1988 栗毛                      | ダイナサッシュ                                          | *ノーザンテースト                                       | *ノーザンテースト |
| 父 ステイゴールド 1994 黒鹿毛 | 父の母ゴールデンサッシュ 1988 栗毛                      | ダイナサッシュ                                          | *ロイヤルサッシュ                                       |                   |
| 母 サマーエタニティ 2005 芦毛 | 母の父アドマイヤコジーン 1996 芦毛                      | Cozzene                                                 | Caro                                                    | Caro              |
| 母 サマーエタニティ 2005 芦毛 | 母の父アドマイヤコジーン 1996 芦毛                      | Cozzene                                                 | Ride the Trails                                         |                   |
| 母 サマーエタニティ 2005 芦毛 | 母の父アドマイヤコジーン 1996 芦毛                      | アドマイヤマカディ                                      | *ノーザンテースト                                       | *ノーザンテースト |
| 母 サマーエタニティ 2005 芦毛 | 母の父アドマイヤコジーン 1996 芦毛                      | アドマイヤマカディ                                      | *ミセスマカディー                                       |                   |
| 母 サマーエタニティ 2005 芦毛 | 母の母オールフォーゲラン 1993 黒鹿毛                    | *ジェイドロバリー                                       | Mr. Prospector                                          | Mr. Prospector    |
| 母 サマーエタニティ 2005 芦毛 | 母の母オールフォーゲラン 1993 黒鹿毛                    | *ジェイドロバリー                                       | Number                                                  |                   |
| 母 サマーエタニティ 2005 芦毛 | 母の母オールフォーゲラン 1993 黒鹿毛                    | ミスゲラン                                              | マルゼンスキー                                          | マルゼンスキー    |
| 母 サマーエタニティ 2005 芦毛 | 母の母オールフォーゲラン 1993 黒鹿毛                    | ミスゲラン                                              | ゲラン                                                  |                   |
| 母系(F-No.)                   | ミスブゼン系(FN:18)                                     | ミスブゼン系(FN:18)                                     | ミスブゼン系(FN:18)                                     | [ § 3 ]           |
| 5代内の近親交配               | ノーザンテースト4×4＝12.50%、Nijinsky5･5（母内）＝6.25% | ノーザンテースト4×4＝12.50%、Nijinsky5･5（母内）＝6.25% | ノーザンテースト4×4＝12.50%、Nijinsky5･5（母内）＝6.25% | [ § 4 ]           |
| 出典                          | 1. 2. 3. 4.                                             | 1. 2. 3. 4.                                             | 1. 2. 3. 4.                                             | 1. 2. 3. 4.       |

- 母サマーエタニティは現役時代に中央で3勝[39]。
- 全姉ウインファビラスは2015年の阪神ジュベナイルフィリーズ(GI)2着馬[39]。
- 5代母ミスブゼンは1950年代にオーストラリア・ニュージーランドから輸入された所謂豪サラの一頭で、子孫には本馬のほかマウントブゼン（中山大障害）、シルクスキー（京都大賞典ほか）、ヤシマソブリン（ラジオたんぱ賞）、ラッキーゲラン（阪神3歳ステークスほか）、コスモドリーム（優駿牝馬）、オースミシャダイ（日経賞ほか）、ハクサンムーン（セントウルステークスほか）、サトノレーヴ（高松宮記念ほか）などがいる。